# ريو سوزوكي
ريو سوزوكي (باليابانية: 鈴木梨央؛ بالكانا: すずき りお) هي تارينتو ومؤدية صوت وممثلة يابانية، ولدت في 10 فبراير 2005 في سايتاما في اليابان.

## أعمال

### أفلام
- أبطال بسطاء
- الخيالي

## وصلات خارجية
- الموقع الرسمي
- ريو سوزوكي على موقع IMDb (الإنجليزية)
- ريو سوزوكي على موقع قاعدة بيانات الفيلم (الإنجليزية)
- ريو سوزوكي على موقع ANN person (الإنجليزية)